# 1994年のバレーボール
1994年のバレーボール（1994ねんのバレーボール）では、1994年（平成6年）のバレーボール関連の出来事をまとめる。

## できごと
- ルール改正で、サービスゾーンがエンドライン一杯（9m）に広がる。
- 12月17日 - Vリーグが開幕。
- VCディナモ・モスクワが廃部（2000年に再建）。

## 国際大会
- 男子世界選手権
  - 金メダル： イタリア
  - 銀メダル： オランダ
  - 銅メダル： アメリカ合衆国
- 女子世界選手権
  - 金メダル： キューバ
  - 銀メダル： ブラジル
  - 銅メダル： ロシア

## 国内大会

### 日本
- 第27回日本リーグ
  - 男子
    - 優勝：NEC

  - 女子
    - 優勝：日立

- 第43回黒鷲旗全日本選手権
  - 男子
    - 優勝：NEC

  - 女子
    - 優勝：日立

## 誕生
- 9月1日 - 宮下遥